# بوبي كاي
بوبي كاي هو مصارع محترف كندي، ولد في 1950 في كندا.

## روابط خارجية
- بوبي كاي على موقع CageMatch worker (الإنجليزية)